# Starman (comics)
Pour les articles homonymes, voir Starman et Starman (Jack Knight).
Starman est une lignée de super-héros inspirés par le premier Starman, Ted Knight, qui était actif dans les années 1940. Parmi eux, on peut tout particulièrement noter Jack Knight, fils de Ted Knight, qui reprit le flambeau dans les années 1990.

## Lignée dans l'ordre chronologique
Cette lignée comprend :
- Starman I, Ted Knight, le personnage de l'âge d'or des comics, membre de la Justice Society of America ;
- Starman II, un personnage ayant opéré en 1951. Pré-crisis, il s'agissait de Batman, qui revêtit brièvement le costume dans Detective Comics #247. Post-crisis, il s'agissait du Doctor Mid-Nite de l'âge d'or, entraîné par David Knight qui avait été projeté à cette époque ;
- Starman III, Mikaal Tomas (alias Michael Thomas), personnage des années 1970. Il est un extra-terrestre envoyé sur Terre pour aider à sa conquête, mais qui au lieu de cela se retourna contre son peuple ;
- Starman IV, Prince Gavyn[1], personnage des années 1980, extraterrestre lui aussi, provenant de Throneworld ; avec sa sœur, il était l'un des héritiers du trône. Lorsque sa sœur est désignée comme impératrice, les militaires le jettent dans l'espace pour éviter une guerre civile. Il survit et protège sa sœur, sans révéler son identité.
- Starman V, Will Payton, personnage des années 1980, qui posséda sa propre série ;
- Starman VI, David Knight, fils de Ted Knight, qui reprit le costume de son père au début des années 1990 mais fut tué au bout d'une journée ;
- Starman VII, Jack Knight, fils du premier Starman, un personnage des années 1990. Bien que refusant obstinément de reprendre le manteau au début, contrairement à son frère David, il utilise le bâton cosmique de Starman pour se venger lorsqu'il apprit sa mort. Par la suite, il s'en servit de façon de plus en plus récurrente et joignit la Justice Society of America nouvellement reformée à la suite de la mort de Sandman. Il est le personnage principal de la deuxième série Starman ;
- Starman VIII, Danny Blaine, un personnage du futur qui fut révélé comme étant Thom Khallor, alias Starboy de la légion des Super-Héros ;
- Starman One Million, Farris Knight, personnage du 853e siècle qui apparu dans le cross-over DC One Million.
- Récemment, un autre Starman a fait son apparition dans les pages de la Justice Society of America post-Infinite Crisis. Il semblerait que ce héros soit issu de l'univers de Kingdom Come.

## Ted Knight
Theodore Henry Knight est un super-héros des années 1940 qui porte un costume rouge avec un casque à aileron et une cape verte. Il utilise un "bâton à gravité" (appelé plus tard "bâton cosmique") qui une fois activé lui permet de voler et de lancer des charges d'énergie. Il est un membre de la Justice Society of America. Il a été créé par le scénariste Gardner Fox et l'artiste Jack Burnley et est apparu pour la première fois dans Adventure Comics n°61 (Avril 1941).

## Docteur Mid-Nite (Charles McNider)
Après Crisis on Infinite Earths, le personnage fut "recréé" dans Starman Secret Files and Origins. Le nom fut utilisé pour la première fois par le Dr. Mid-Nite originel, Charles McNider. Quand David Knight, le fils du Starman originel, voyagea dans le temps, il prit l'identité à McNider pour une brève période.

## Mikaal Tomas
Mikaal Tomas (aussi connu sous le nom de Michael Thomas) est un super-héros introduit dans les années 1970. Tomas est un alien qui a voyagé vers la Terre pour aider à la conquérir, mais a préféré s'opposer à sa race guerrière pour défendre la race humaine. Il a la peau bleue et portait à l'origine des disques de vol à ses pieds, du style de ceux de Mister Miracle, qui lui permettent de voler et un médaillon contenant un cristal sonique autour du cou. La gemme est finalement intégrée dans sa poitrine et l'autorise à tirer des éclairs d'énergie. Il apparaît pour la première fois dans 1st Issue Special n°12 (Mars 1976). L'écrivain Gerry Conway répond qu'il a simplement aimé le nom de Starman et a créé le personnage en hommage, pas au Starman original des années 1940, mais au Starman dépeint dans les numéros de The Brave and the Bold du milieu des années 1960.

## Prince Gavyn
Le Prince Gavyn, super-héros des années 1980 créé par Paul Levitz et Steve Ditko, était un prince gâté blond et playboy d'un empire alien. Il découvre qu'il est un mutant qui peut survivre sans aide dans l'espace quand, par une ancienne coutume royale, il est jeté hors du vaisseau spatial par un sas pour l'empêcher de défier sa sœur plus mature qui réclame le trône impérial de leur planète. Gavyn se voit donner des bracelets et un bâton par un mystique mystérieux M'ntorr. Ils lui permettent de canaliser ses pouvoirs cosmiques pour se déplacer sur des distances inter stellaires et de lancer des éclairs d'énergie. Dans un premier temps, il garde sa véritable identité secrète et agit comme le protecteur masqué du royaume. Après l'assassinat de sa sœur seulement un an après sa prise de pouvoir, il devient le nouveau souverain de son peuple. Il apparait pour la première fois dans Adventure Comics n°467 (Janvier 1980) et il est censé être mort lors de Crisis on Infinite Earths. Son histoire fut développée dans Starman Annual n°1 qui est lié à l'event Legends of the Dead Earth.

## Will Payton
Will Payton, super-héros des années 1980, fut créé par Roger Stern et Tom Lyle. Payton gagna ses pouvoirs de vol, de super force, la capacité d'altérer son apparence et de lancer des éclairs de feu de ses mains après avoir été frappé par un éclair d'énergie d'un satellite dans l'espace. Il avait la vingtaine et travaillé comme éditeur d'un magazine. En dépit de sa courte carrière, il gagna une bonne réputation parmi les autres héros, assistant même Superman à certaines occasions. Il apparait pour la première fois dans Starman vol.1 n°1 (Octobre 1988) et semble être mort lors de son combat contre le super-vilain Eclipso.
La série Starman des années 1990 révèle que son destin était différent de ce qu'on croyait auparavant. Le mystérieux éclair d'énergie qui donna à Payton ses capacités cosmiques se révéla être l'essence du Prince alien nommé Gavyn, qui avait utilisé le nom de Starman.

## David Knight
David Knight, super-héros des années 1990, était le fils du premier Starman et frère aîné d'un autre Starman, Jack. Il apparait pour la première fois dans Starman vol.1 n°26 (Septembre 1990), ayant repris le manteau de son père, et fut tué par un assassin dans Starman vol.2 #0 (Octobre 1994). Il apparait régulièrement à Jack après sa mort, fournissant des conseils à son frère. Vers la fin de la série, son destin s'avère être différent de ce qui avait été annoncé.
Dans Starman vol.2 n°81 (un nouveau numéro lié aux événements de Blackest Night), le corps de David est réanimé en tant que membre du Corps des Black Lantern. Il cible sans succès Hope et Mason O'Dare, puis confronte Shade, qui l'attire dans les Ombres, l'y emprisonnant. Durant leur confrontation, le Black Lantern mentionne son plan d'attirer Jack dans une autre "discussion avec David" avant de le tuer, une référence au précédent rôle de David dans la série.

## Jack Knight
Jack Knight, super-héros des années 1990, est le fils du premier Starman, Ted Knight. Il utilise un bâton ayant des pouvoirs cosmiques, mais refuse de porter un costume. Il préfère à la place un T-shirt, une veste en cuir (avec une étoile dans le dos), une étoile de shériff et des lunettes de protection contre la lumière. Un héros réticent à reprendre le manteau à la mort de son frère, David. Il est le protagoniste d'une série de comics écrite par James Robinson. Jack rejoignit brièvement la JSA, mais se retira à la fin de la série Starman, passant son bâton cosmique à la jeune héroïne de la JSA, Stargirl.

## Thom Kallor/Danny Blaine
Thom Kallor apparaît pour la première fois dans Adventure Comics n°282 de mars 1961 et a été créé par Otto Binder et George Papp. Il est né sur la planete Xanthu au 31e siècle et est un membre de la Légion des Super-Héros. Il est également connu sous le nom de Star Boy. À l'origine, il avait des pouvoirs similaires à ceux de Superboy mais il les perdit plus tard et conserva seulement sa capacité innée d'augmenter la masse des objets proches. Thom se retrouva au 21e siècle, sous le nom de Danny Blaine, et prit l'identité de Starman tout en sachant qu'il allait perdre la vie dans cette époque. La version Danny Blaine/Thom Kallor fut inspirée par la représentation du personnage dans Kingdom Come, dessinée par Alex Ross.

## Farris Knight
Le Starman du 853e siècle est Farris Knight, qui est aussi un membre de la Justice Legion Alpha et était un personnage majeur de la série DC One Million. Il est un descendant éloigné de Jack Knight et le fils de Mist (en). Farris contrôle un artefact alien appelé un "quarvat", similaire au "bâton cosmique". Il vit sur une station spatiale (en orbite autour d'Uranus) duquel il surveille le soleil artificiel Solaris. Il affirme être le descendant de Mist ainsi que des Knight, il était predisposé à devenir un vilain, et Solaris finit par le corrompre. L'homme organise la défaite de la JLA et retourne dans le passé pour tuer l'initiateur de sa responsabilité détestée, Ted Knight. Cependant, en rencontrant Ted, il change d'avis et finit par se sacrifier pour sauver la Terre du présent des machinations de Solaris. Son quarvat perdu est apparemment retrouvé par son propre arrière-grand-père (par conséquent l'existence de Farris devient un paradoxe temporel).

## Autres versions
- Stargirl (Courtney Whitmore), l'ancienne Star-Spangled Kid, est une super-heroïne qui hérita du bâton cosmique de Jack Knight après qu'il s'est retiré d'être Starman. Elle est membre de la Justice Society of America.
- Dans JSA n°72, une femme se faisant appelée "Starwoman" s'avère être Patricia Lynn Dugan (la demi-sœur de Courtney Whitmore).
- La mini-série Countdown: Arena introduit plusieurs versions alternatives de Starmen : une Courtney Whitmore adulte de Terre-7, un gorille intelligent de Terre-17 et un Mikaal Tomas sauvage de Terre-48.
- Il a été révélé par Ted Knight dans Starman (vol. 2) n°17 que Sylvester Pemberton (en) (le premier Star-Spangled Kid) pensa prendre le nom de Starman avant de choisir Skyman.

## Nominations et récompenses
Starman fut nommé pour le Prix Eisner de 1995 pour la "Meilleure Série en cours" et la "Meilleure Histoire Sérialisée" pour l'arc narratif "Sins of the Father" (numéros 0–3). En 1997, il gagna le Prix Eisner de la "Meilleure Histoire Sérialisée" pour l'arc narratif "Sand and Stars" (numéros 20–23). Il fut aussi nommé pour la "Meilleure Série en cours".

### Éditions reliées
Une grande partie de la deuxième série est disponible en édition reliée chez DC Comics.
1. Sins of the Father, 1996. Contient Starman (vol. 2) #0–5.
2. Night and Day, 1997. Contient Starman (vol. 2) #7–10, #12–16.
3. A Wicked Inclination, 1998. Contient Starman (vol. 2) #17, #19–27.
4. Times Past, 1999. Contient Starman (vol. 2) #6, #11, #18, #28, Annual #1; Starman Secret Files and Origins (one-shot).
5. Infernal Devices, 2000. Contient Starman (vol. 2) #29–35, #37–38.
6. To Reach the Stars, 2001. Contient Starman (vol. 2) #39–41, #43, #45, Annual #2; The Power of Shazam! #35–36.
7. A Starry Knight, 2002. Contient Starman (vol. 2) #47–53.
8. Stars My Destination, 2004. Contient Starman (vol. 2) #55–60.
9. Grand Guignol, 2004. Contient Starman (vol. 2) #61–73.
10. Sons of the Father, 2005. Contient Starman (vol. 2) #75–80.